# Oldenlandia gregaria
Oldenlandia gregaria är en måreväxtart som beskrevs av Karl Moritz Schumann. Oldenlandia gregaria ingår i släktet Oldenlandia och familjen måreväxter. Inga underarter finns listade i Catalogue of Life.